# Ereunetea reussi
Ereunetea reussi is een vlinder uit de familie spanners (Geometridae). De wetenschappelijke naam van deze soort is voor het eerst geldig gepubliceerd in 1914 door Gaede.
De soort komt voor in tropisch Afrika.